# Список кавалеров ордена «За заслуги перед Отечеством» за 2023 год

## Кавалеры ордена I степени
1. 6 июня 2023 года, № 416 — Винокур, Владимир Натанович — артист, член Международного союза деятелей эстрадного искусства (творческого союза), город Москва[1]
2. 21 июня 2023 года, № 450 — Собянин, Сергей Семёнович — Мэр Москвы[2]
3. 20 июля 2023 года, № 538 — Винер-Усманова, Ирина Александровна — главный тренер спортивной сборной команды Российской Федерации по художественной гимнастике федерального государственного бюджетного учреждения «Центр спортивной подготовки сборных команд России», город Москва[3]
4. 8 ноября 2023 года, № 825 — Коновалов, Александр Николаевич — почётный президент федерального государственного автономного учреждения «Национальный медицинский исследовательский центр нейрохирургии имени академика Н. Н. Бурденко», город Москва[4]
5. 22 ноября 2023 года, № 870 — Полтавченко, Георгий Сергеевич — действительный государственный советник Российской Федерации 1 класса[5]

## Кавалеры ордена II степени
1. 26 января 2023 года, № 37 — Старшинов, Вячеслав Иванович — почётный президент автономной некоммерческой организации «Народная Команда — Хоккейный Клуб „Спартак“», город Москва
2. 28 февраля 2023 года, № 133 — Боллоев, Таймураз Казбекович — председатель наблюдательного совета акционерного общества «БТК групп», город Санкт-Петербург
3. 3 апреля 2023 года, № 234 — Хабриева, Талия Ярулловна — директор федерального государственного научно-исследовательского учреждения «Институт законодательства и сравнительного правоведения при Правительстве Российской Федерации», город Москва
4. 2 мая 2023 года, № 321 — Гергиев, Валерий Абисалович — художественный руководитель — директор федерального государственного бюджетного учреждения культуры «Государственный академический Мариинский театр», город Санкт-Петербург
5. 9 июня 2023 года, № 420 — Немоляева, Светлана Владимировна — артистка государственного бюджетного учреждения культуры города Москвы «Московский академический театр имени Вл. Маяковского»
6. 20 июля 2023 года, № 538 — Бочкарёв, Андрей Юрьевич — заместитель Мэра Москвы в Правительстве Москвы по вопросам градостроительной политики и строительства
7. 22 ноября 2023 года, № 870 — Мутко, Виталий Леонтьевич — генеральный директор акционерного общества «ДОМ.РФ», город Москва
8. 21 декабря 2023 года, № 977 — Таджуддинов, Талгат Сафич — шейх-уль-ислам, верховный муфтий, председатель Центрального духовного управления мусульман России, Республика Башкортостан

## Кавалеры ордена III степени
1. 27 апреля 2023 года, № 304 — Тимченко, Вячеслав Степанович — сенатор Российской Федерации — представитель от законодательного (представительного) органа государственной власти Кировской области, председатель Комитета Совета Федерации по Регламенту и организации парламентской деятельности
2. 24 мая 2023 года, № 374 — Дынкин, Александр Александрович — академик-секретарь Отделения глобальных проблем и международных отношений федерального государственного бюджетного учреждения «Российская академия наук», научный руководитель (президент) федерального государственного бюджетного научного учреждения «Национальный исследовательский институт мировой экономики и международных отношений имени Е. М. Примакова Российской академии наук», город Москва
3. 24 мая 2023 года, № 374 — Акимов, Андрей Игоревич — председатель правления акционерного общества «Газпромбанк», город Москва
4. 24 мая 2023 года, № 374 — Любимов, Борис Николаевич — исполняющий обязанности ректора федерального государственного бюджетного образовательного учреждения высшего образования «Высшее театральное училище (институт) имени М. С. Щепкина при Государственном академическом Малом театре России», город Москва
5. 27 июня 2023 года, № 477 — Черноиванов, Вячеслав Иванович — научный консультант федерального государственного бюджетного научного учреждения «Федеральный научный агроинженерный центр ВИМ», город Москва
6. 20 июля 2023 года, № 538 — Фёдоров, Валерий Иванович — заместитель генерального директора публичного акционерного общества «ФосАгро», город Москва
7. 20 июля 2023 года, № 538 — Карпов, Ростислав Сергеевич — научный руководитель Научно-исследовательского института кардиологии федерального государственного бюджетного научного учреждения «Томский национальный исследовательский медицинский центр Российской академии наук»
8. 20 июля 2023 года, № 538 — Иоселиани, Давид Георгиевич — заведующий кафедрой Института профессионального образования федерального государственного автономного образовательного учреждения высшего образования Первого Московского государственного медицинского университета имени И. М. Сеченова (Сеченовского Университета)
9. 20 июля 2023 года, № 538 — Иванова, Надежда Юрьевна — начальник Главного управления Центрального банка Российской Федерации по Центральному федеральному округу, город Москва
10. 25 августа 2023 года, № 643 — Никоненко, Сергей Петрович — артист, режиссёр, член Общероссийской общественной организации «Союз кинематографистов Российской Федерации», город Москва
11. 25 августа 2023 года, № 643 — Ганиев, Ривнер Фазылович — заведующий отделом филиала федерального государственного бюджетного учреждения науки Института машиноведения имени А. А. Благонравова Российской академии наук «Научный центр нелинейной волновой механики и технологии РАН», город Москва
12. 23 октября 2023 года, № 797 — Суслов, Анатолий Павлович — проректор по эксплуатации и развитию имущественного комплекса федерального государственного бюджетного образовательного учреждения высшего образования «Санкт-Петербургский горный университет императрицы Екатерины II»
13. 8 ноября 2023 года, № 825 — Оленин, Юрий Александрович — заместитель генерального директора по науке и стратегии Государственной корпорации по атомной энергии «Росатом»
14. 21 декабря 2023 года, № 977 — Земский, Алексей Владимирович — генеральный директор акционерного общества «Телекомпания НТВ», город Москва
15. 21 декабря 2023 года, № 977 — Мамиашвили, Михаил Геразиевич — президент Общероссийской общественной организации «Федерация спортивной борьбы России», город Москва
16. 21 декабря 2023 года, № 977 — Орлова, Светлана Юрьевна — аудитор Счётной палаты Российской Федерации
17. 21 декабря 2023 года, № 977 — Подзолков, Владимир Петрович —  заместитель директора федерального государственного бюджетного учреждения «Национальный медицинский исследовательский центр сердечно-сосудистой хирургии имени А. Н. Бакулева», город Москва

## Кавалеры ордена IV степени
1. 11 февраля 2023 года, № 81 — Батыршин, Радик Ирикович — председатель закрытого акционерного общества «Межгосударственная телерадиокомпания „Мир“», город Москва
2. 27 февраля 2023 года, № 123 — Кабурнеев, Эдуард Валерьевич — первый заместитель Председателя Следственного комитета Российской Федерации
3. 27 февраля 2023 года, № 123 — Ковальчук, Андрей Николаевич — председатель Всероссийской творческой общественной организации «Союз художников России», город Москва
4. 28 февраля 2023 года, № 133 — Рыженькин, Леонид Кронидович — первый заместитель генерального директора общества с ограниченной ответственностью «РусХимАльянс», Ленинградская область
5. 3 апреля 2023 года, № 234 — Шестаков, Василий Борисович — президент Международной федерации самбо, член Попечительского совета Общероссийской физкультурно-спортивной общественной организации «Всероссийская федерация самбо», город Москва
6. 3 апреля 2023 года, № 234 — Подолько, Олег Ефимович — генеральный директор федерального государственного бюджетного учреждения «Комплекс „Крым“» Управления делами Президента Российской Федерации, Республика Крым
7. 27 апреля 2023 года, № 304 — Жамсуев, Баир Баясхаланович — сенатор Российской Федерации — представитель от исполнительного органа государственной власти Забайкальского края, заместитель председателя Комитета Совета Федерации по международным делам
8. 27 апреля 2023 года, № 304 — Рязанский, Сергей Николаевич — председатель Общероссийской общественно-государственной детско-юношеской организации «Российское движение школьников», город Москва
9. 27 апреля 2023 года, № 304 — Лагкуев, Владимир Магометович — председатель совета Северо-Осетинского регионального межнационального общественного движения «Наша Осетия»
10. 27 апреля 2023 года, № 304 — Сычёв, Спартак Андреевич — заместитель председателя Тверской городской общественной организации ветеранов (пенсионеров) войны, труда, Вооружённых Сил и правоохранительных органов
11. 12 мая 2023 года, № 339 — Жданов, Юрий Николаевич — президент акционерного общества «Ойкумена», город Москва
12. 24 мая 2023 года, № 374 — Намазова-Баранова, Лейла Сеймуровна — заведующая кафедрой федерального государственного автономного образовательного учреждения высшего образования «Российский национальный исследовательский медицинский университет имени Н. И. Пирогова», город Москва
13. 24 мая 2023 года, № 374 — Кутепов, Андрей Николаевич (митрополит Тульский и Ефремовский Алексий) — управляющий православной религиозной организацией «Тульская Епархия Русской Православной Церкви»
14. 9 июня 2023 года, № 420 — Медведев, Юрий Митрофанович — председатель совета директоров акционерного общества «Санкт-Петербургская Международная Торгово-сырьевая Биржа»
15. 9 июня 2023 года, № 420 — Разов, Сергей Сергеевич — чрезвычайный и полномочный посол в отставке
16. 27 июня 2023 года, № 477 — Керашев, Асланбек Темботович — директор филиала федерального государственного унитарного предприятия «Всероссийская государственная телевизионная и радиовещательная компания» «Государственная телевизионная и радиовещательная компания „Волгоград-ТРВ“»
17. 27 июня 2023 года, № 477 — Кондрашов, Андрей Олегович — первый заместитель генерального директора федерального государственного унитарного предприятия «Всероссийская государственная телевизионная и радиовещательная компания», город Москва
18. 27 июня 2023 года, № 477 — Мостюков, Ильдус Шайхульисламович — почётный председатель общественной благотворительной организации Героев Советского Союза, Героев Социалистического Труда, Героев России и полных кавалеров орденов Боевой и Трудовой Славы Республики Татарстан
19. 20 июля 2023 года, № 538 — Загрутдинов, Рафик Равилович — руководитель Департамента строительства города Москвы
20. 31 июля 2023 года, № 567 — Ревель-Муроз, Павел Александрович — вице-президент публичного акционерного общества «Транснефть», город Москва
21. 17 августа 2023 года, № 620 — Жуков, Сергей Анатольевич — генеральный директор акционерного общества «Московский Метрострой», город Москва
22. 25 августа 2023 года, № 643 — Райхенборг, Владимир Иванович — тракторист-машинист сельскохозяйственного производства общества с ограниченной ответственностью «Ястро-Агро», Омская область
23. 25 августа 2023 года, № 643 — Тумхаджиев, Иса Абубакарович — Первый заместитель Председателя Правительства Чеченской Республики
24. 25 августа 2023 года, № 643 — Дедов, Михаил Александрович — старший вице-президент, заместитель генерального директора акционерного общества «АБР Менеджмент», город Санкт-Петербург
25. 4 сентября 2023 года, № 651 — Гергерт, Андрей Александрович — тракторист-машинист сельскохозяйственного производственного кооператива имени Кирова, Омская область
26. 4 сентября 2023 года, № 651 — Панина, Елена Владимировна — вице-президент Общероссийской общественной организации «Российский союз промышленников и предпринимателей», город Москва
27. 4 сентября 2023 года, № 651 — Таймасханов, Галас Султанович — Руководитель Администрации Главы и Правительства Чеченской Республики
28. 4 сентября 2023 года, № 651 — Тартаковский, Владимир Израилевич — генеральный директор государственного бюджетного учреждения культуры города Москвы «Московский государственный академический театр оперетты»
29. 18 сентября 2023 года, № 684 — Дудаев, Ахмед Махмудович — министр Чеченской Республики по национальной политике, внешним связям, печати и информации
30. 23 октября 2023 года, № 797 — Зорин, Владимир Юрьевич — председатель Комиссии Общественной палаты Российской Федерации по гармонизации межнациональных и межрелигиозных отношений, главный научный сотрудник федерального государственного бюджетного учреждения науки Ордена Дружбы народов Института этнологии и антропологии имени Н. Н. Миклухо-Маклая Российской академии наук, город Москва
31. 8 ноября 2023 года, № 825 — Сидоркевич, Игорь Михайлович — заместитель министра спорта Российской Федерации
32. 8 ноября 2023 года, № 825 — Елисеев, Сергей Владимирович — президент Общероссийской физкультурно-спортивной общественной организации «Всероссийская федерация самбо», старший тренер спортивной сборной команды Российской Федерации по самбо федерального государственного бюджетного учреждения «Центр спортивной подготовки сборных команд России», город Москва
33. 23 ноября 2023 года, № 895 — Звягинцев, Александр Григорьевич — заместитель директора федерального государственного бюджетного учреждения науки Института государства и права Российской академии наук, город Москва
34. 4 декабря 2023 года, № 919 — Махмудов, Искандер Кахрамонович — президент открытого акционерного общества «Уральская горно-металлургическая компания», Свердловская область
35. 4 декабря 2023 года, № 919 — Машков, Владимир Львович — художественный руководитель государственного бюджетного учреждения культуры города Москвы «Московский театр Олега Табакова»
36. 21 декабря 2023 года, № 977 — Явник, Геннадий Андреевич — заместитель генерального директора некоммерческой организации Международного Благотворительного Фонда «Константиновский», город Санкт-Петербург
37. 21 декабря 2023 года, № 977 — Жернов, Николай Александрович — генеральный директор акционерного общества «Агроферма Мценская», Орловская область
38. 21 декабря 2023 года, № 977 — Маганов, Наиль Ульфатович — генеральный директор публичного акционерного общества «Татнефть» имени В. Д. Шашина, Республика Татарстан